# Saint-Pé-Saint-Simon
Saint-Pé-Saint-Simon é uma comuna francesa na região administrativa da Nova Aquitânia, no departamento Lot-et-Garonne. Estende-se por uma área de 18,09 km². Em 2010 a comuna tinha 207 habitantes (densidade: 11,4 hab./km²).